# Friedlieber Ignác
Friedlieber Ignác (Sátoraljaújhely, 1847 – Budapest, 1930. február 10.) ungvári, majd szolnoki rabbi.

## Élete
Friedlieber Albert és Rubinstein Eszter fia. Középiskolai tanulmányait Eperjesen végezte 1865-ben, azután a rabbiképzést Boroszlóban, Prágában és Bécsben nyerte. Néhány évig német könyvkereskedő volt Czernowitzban Bukovinában. Először 1884-től 1887-ig Ungváron, majd Szolnokon 1893-ig volt rabbi. Munkatársa volt a Philippsohns Allgemeine Zeitung-nak, az Izraelita Közlöny-nek, Egyenlőség-nek s egyéb magyar-német-héber nyelvű folyóiratnak. Szónoklatainak jó része nyomtatásban is megjelent. Halálát tüdőlob okozta. Felesége Regenstreif Anna volt.

## Munkái
- Worte des Friedens gerichtet an das ung. Israel, Prag, 1868. (zsidóúl is.)
- Dr. Jellinek Ad. nehány korszerű szónoklata ford. Ezt megelőzi: Die Grundpfeiler des Weltalls oder die Prämissen unserer Existenz, homilet. Betrachtung. Pest, 1869.
- Photographien aus dem ung. isr. Congresse. Wien, 1869. (Dr. Fried Liebig álnév alatt.)
- Der moderne Tempel eine Säule des Judenthums. Festschrift zur Einweihung des Tempels in Czernowitz. Czernowitz, 1877.
- Des Volkes Liebe der Kronen schönste, homil Festschrift anlässlich der Vermählung Sr. k. k. Hoheit des durchlauchtigsten Kronprinzen Rudolf am 10. May 1881. Czernowitz.
- Seelenfeier, zum Gebrauche im Tempel zu Czernowitz. Czernowitz, év n.
- Két ünnepi szónoklat, tartotta az ungvári haladó hitközség templomában 1885.
- Peszah és Schewnot (husvét és pünköst) ünnepeken. Ungvár.
- Die Symbole des Sukkothfestes und die isr. Allianz. Predigt, gehalten am Schemini-Azereth 5647. Ungvár, 1886.
- Két harczias szónoklat. Szolnok, 1888.
- Mózes halála és a Chewra Kadischa, hitszónoklat. Budapest, 1888.
- Leo da Modena és viszonya a Talmudhoz és a Kaballához. Budapest, 1890. (Doktori értekezés).